# Vuelo 4509 de China Southwest Airlines
El Vuelo 4509 de China Southwest Airlines (SZ4509) fue un vuelo nacional chino con viaje desde el aeropuerto internacional Shuangliu Chengdu en Sichuan hacia el aeropuerto Wenzhou Yongqiang en Zhejiang y que se accidentó el 24 de febrero de 1999 en un campo mientras se acercaba a su destino, muriendo los 61 pasajeros y miembros de la tripulación. Los testigos vieron el avión en picada desde una altura de 2.300 pies y explotar.
Tras el accidente todas las aeronaves modelo Tupolev Tu-154 en China fueron retirados del servicio.

## Causa
Tuercas de seguridad incorrectas se habían instalado en el sistema del timón de profundidad. Estas se desenroscaron durante el vuelo, dejando el timón incontrolable.

## Número de vuelo
En 2002 China Southwest Airlines se fusionó con Air China. Air China no quitó el número de vuelo, pero el aeropuerto de destino se cambió de Wenzhou Yongqiang al aeropuerto internacional de Shanghái Pudong. Al 2014, la ruta se vuela usando un Airbus A320.

## Aeronave
- Modelo: Tupolev Tu-154M
- Registro: B-2622
- Número de serie: 90A-846
- Motor: Soloviev D-30
- Fecha de entrega: 1990

## Tripulación
- Capitán: Yao Fuchen (姚福臣)
- Primer Oficial: Xue Mao (薛 冒)
- Ingeniero de vuelo: Guo Shuming (郭树铭)
- Navegador: Zhanfeng Lang (郎 占 锋)